# Power Corporation of Canada
Power Corporation of Canada ist eine kanadische Unternehmensgruppe mit Sitz in Montreal. 
Das Unternehmen wurde 1925 von Arthur J. Nesbitt und seinem Geschäftspartner Peter Thompson gegründet. 1952 folgte der Sohn Arthur Deane Nesbitt an die Leitungsspitze des Unternehmens. 1968 wurde das Unternehmen an die Unternehmensgruppe des Kanadiers Paul Desmarais  (senior) veräußert. 2008 beschäftigte das Unternehmen rund 15.500 Mitarbeiter, 2020 waren es ca. 30.000.

## Tochtergesellschaften und Beteiligungen
Die Power Corporation of Canada ist weltweit an zahlreichen Unternehmen beteiligt. Die Beteiligungen werden insbesondere gebündelt in den beiden Gruppen Gesca und Power Financial Corporation:
- Gesca, Kanada; Herausgeber mehrerer Zeitungen, unter anderem La Tribune und Le Soleil in der Provinz Québec
- Power Financial Corporation (PFC), Kanada (Mehrheitsbeteiligung). Die PFC ihrerseits ist über drei Hauptzweige beteiligt an weiteren Unternehmen:
  - The Great-West Life Assurance Company (Mehrheitsbeteiligung) und deren Finanztöchter, unter anderem Canada Life Financial
  - über die niederländische Holding Parjointco (an der als Minderheitspartner die Gruppe Frère-Bourgeois/Compagnie Nationale à Portefeuille der Familie des belgischen Multimilliardärs Albert Frère beteiligt ist) mehrheitlich an der Pargesa Holding. Die Pargesa hat wiederum die Kontrollmehrheit unter anderem über die Groupe Bruxelles Lambert und ist (indirekt über diese oder auch direkt) an Konzernen wie Total, GDF Suez, Lafarge und Imerys beteiligt.
  - IGM Financial ist über Tochtergesellschaften beteiligt an weiteren Unternehmen, unter anderem an der Baumarktkette Praktiker (5,09 %, gehalten von Mackenzie Investments) und an SGL Carbon (3,55 %, gehalten von Mackenzie Financial Corporation)